# Hrabstwo Lincoln (Georgia)

Piramida wieku hrabstwa

Hrabstwo Lincoln – hrabstwo w USA, w stanie Georgia. Jego siedzibą administracyjną jest Lincolnton.
Według spisu w 2020 roku liczy 7690 mieszkańców, w tym 69% to białe społeczności nielatynoskie, 26% Afroamerykanie i 2,2% Latynosi. 

## Geografia
Według US Census Bureau, hrabstwo ma łączną powierzchnię 670 km², z czego 540 km² to ląd, a 120 km² (18,2%) to powierzchnie wodne. Na wschodniej granicy hrabstwo obejmuje dużą część jeziora Strom Thurmond, które jest jednym z największych jezior w Georgii.

### Sąsiednie hrabstwa
- Hrabstwo Elbert – północ
- Hrabstwo McCormick (Karolina Południowa) – północny wschód
- Hrabstwo Columbia – południe
- Hrabstwo McDuffie – południowy zachód
- Hrabstwo Wilkes – zachód

## Polityka
Hrabstwo jest przeważająco republikańskie, gdzie w wyborach prezydenckich w 2020 roku, 68,4% głosów otrzymał Donald Trump i 30,9% przypadło dla Joe Bidena.